# Rollulus rouloul
Il rul-rul o pernice crestata, anche quaglia crestata  (Rollulus rouloul (Scopoli, 1786)) è un uccello appartenente alla famiglia dei Fagianidi. È l'unica specie del genere Rollulus.

## Descrizione

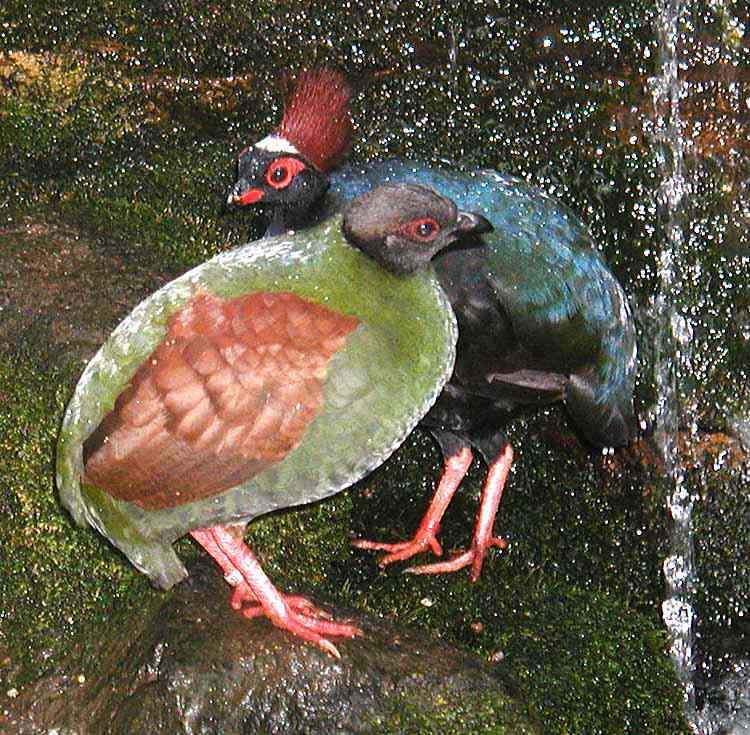
Maschio e femmina

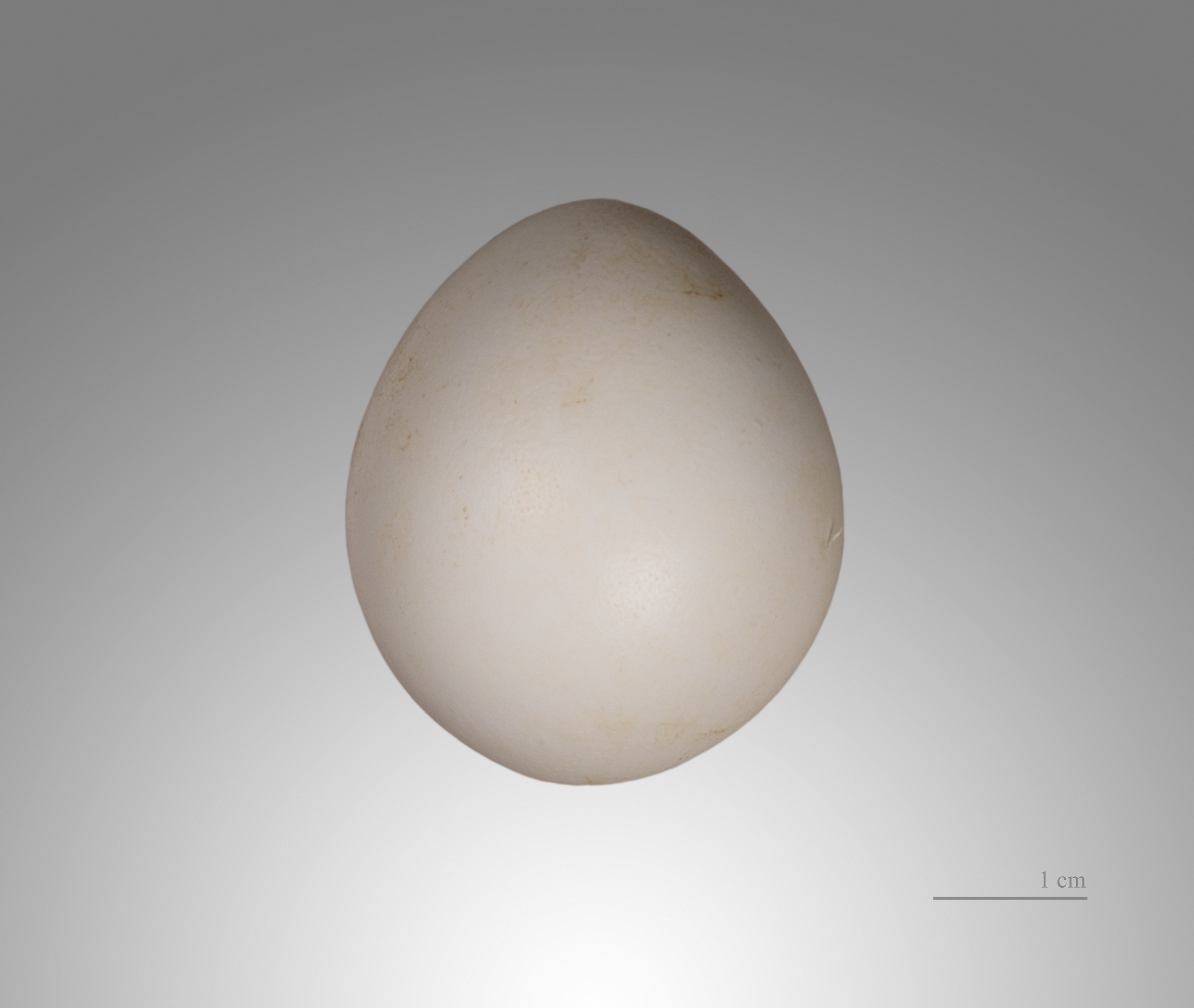
Uovo di Rollulus rouloul

La specie è caratterizzata da un marcato dimorfismo sessuale: il maschio ha una cresta di piume rosse sulla testa, a forma di spazzola e una placca rossa sul becco, mentre la femmina  ha solo qualche sparuta piuma rossa sul capo. Raggiungono normalmente i 25 centimetri di grandezza e si nutrono di semi, insetti e frutti.

## Distribuzione e habitat
Il rul-rul vive nei sottoboschi delle foreste in varie zone dell'Asia, dalla Birmania, a Sumatra al Borneo. Si trovano inoltre in Malaysia e Thailandia.